# Kulajda

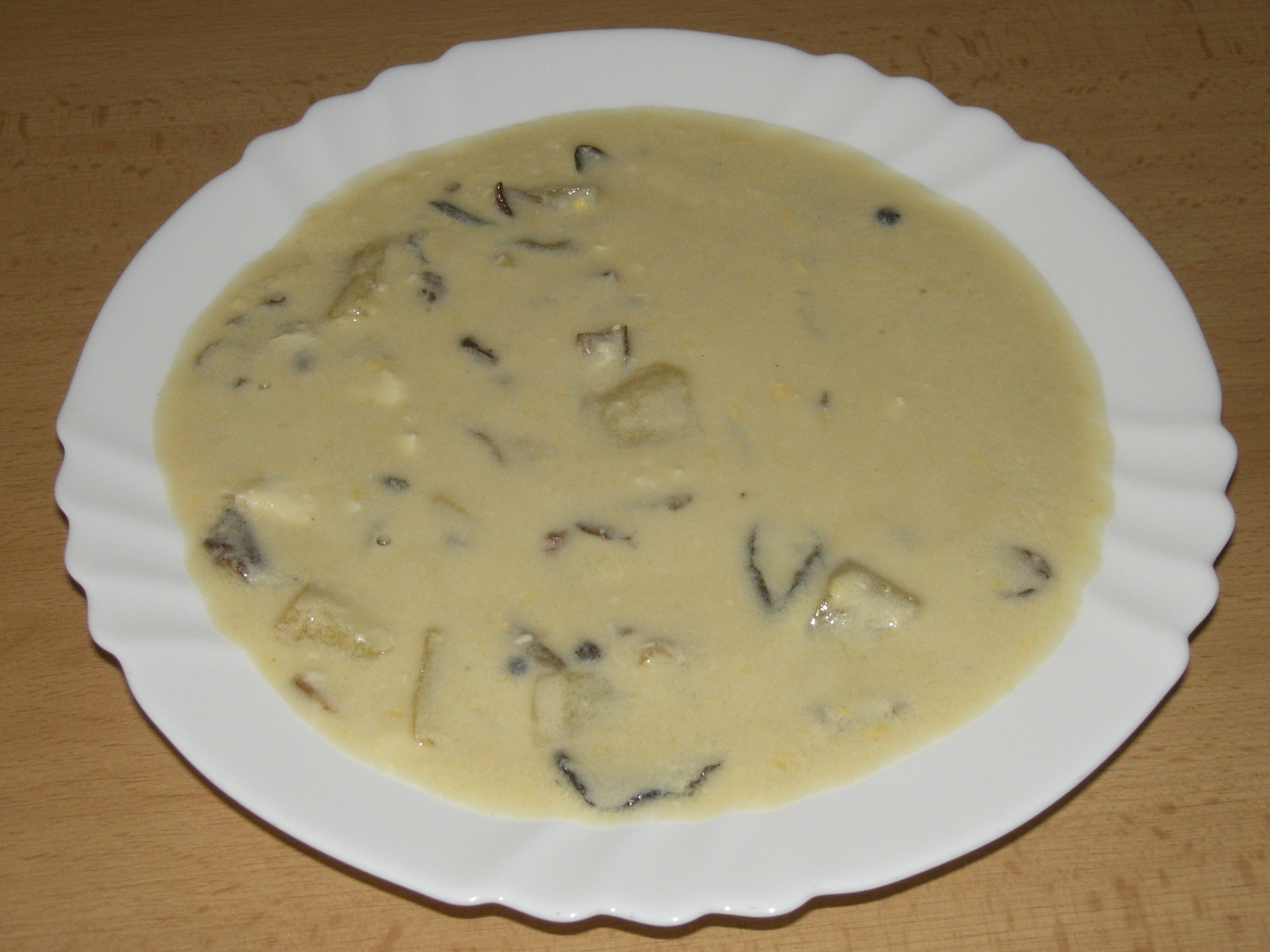
Kulajda

Kulajda – gęsta i pożywna zupa kuchni czeskiej, składająca się z wody, śmietany, grzybów, jajek, ziemniaków i przypraw. Popularna w południowych Czechach, charakteryzuje się specyficznym smakiem nadawanym jej przez grzyby. Przygotowywana według licznych  zróżnicowanych przepisów. Pochodzenie nazwy nie jest jednoznaczne, podawane są rozmaite jej źródłosłowy.